# Little Axe
 (janvier 2011).
Si vous disposez d'ouvrages ou d'articles de référence ou si vous connaissez des sites web de qualité traitant du thème abordé ici, merci de compléter l'article en donnant les références utiles à sa vérifiabilité et en les liant à la section « Notes et références ».

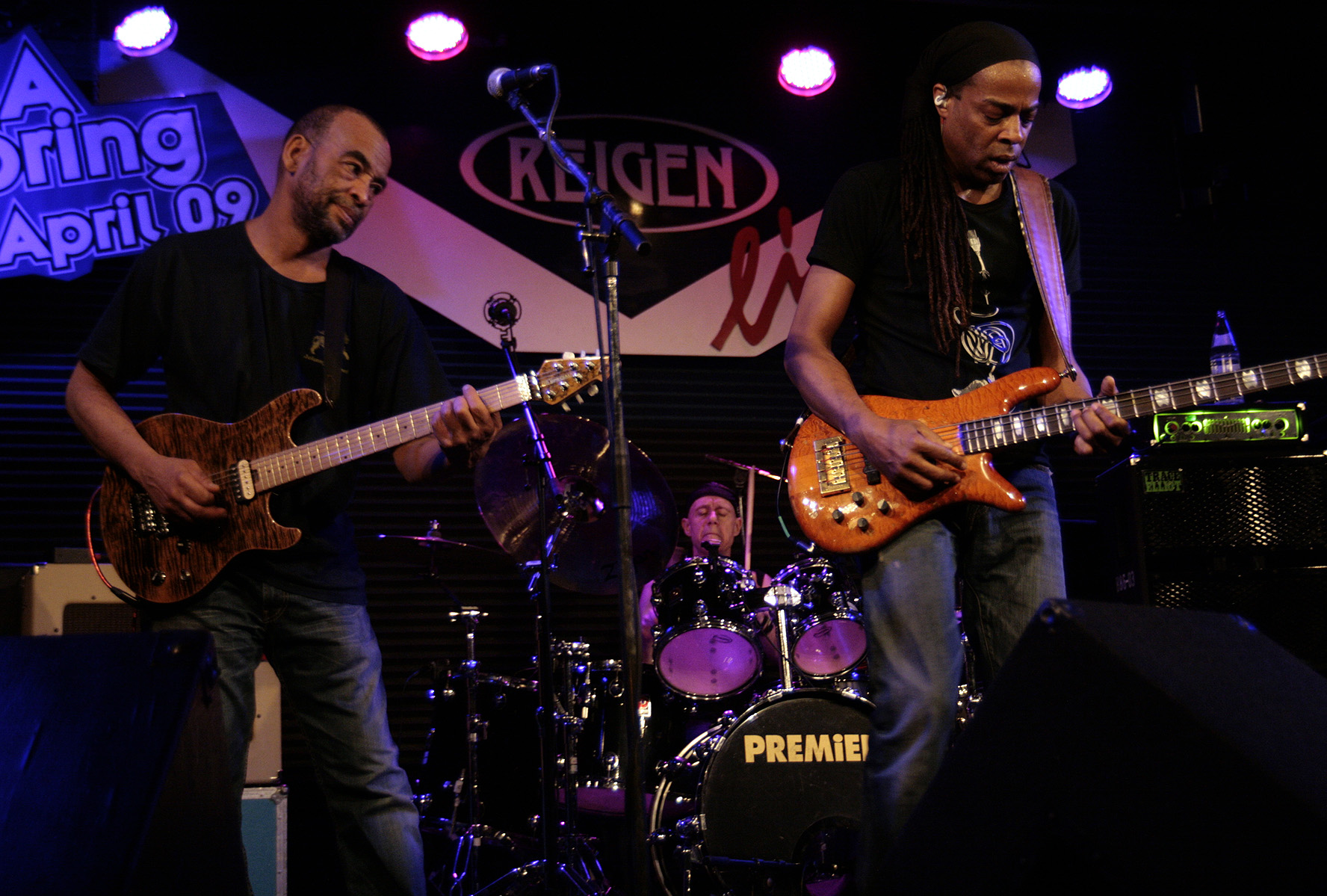
Little Axe en concert à Vienne en 2009.

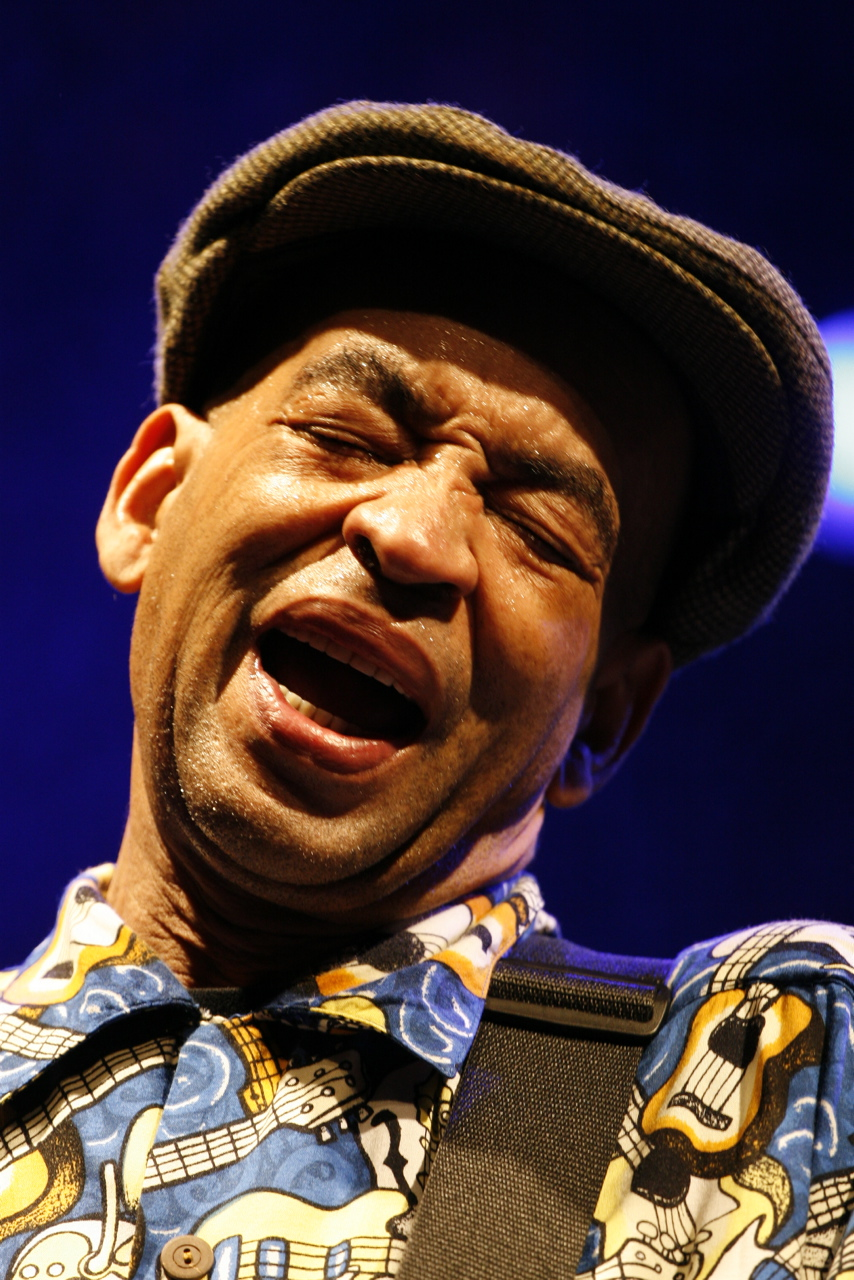
Skip Mc Donald

Little Axe est un groupe de musique américain formé par les anciens membres de Tackhead à savoir Skip Mc Donald (chant, guitare), Doug Wimbish (basse) et Keith Le Blanc (batterie). Quelques invités assurent aussi le chant comme Ghetto Priest, Kevin Gibbs, Bernard Fowler (Tackhead), Bim Sherman ou encore Saz Bell.
Il joue un mélange de blues, dub, funk et gospel.

## Discographie
- 1995 – The Wolf That House Built
- 1996 – Slow Fuse
- 2002 – Hard Grind
- 2004 – Champagne & Grits
- 2006 – Stone Cold Ohio
- 2010 – Bought For A Dollar / Sold For A Dime
- 2011 - If You Want Loyalty Buy A Dog
- 2017 - London Blues